# Chauzon
Chauzon ist eine französische Gemeinde mit 429 Einwohnern (Stand 1. Januar 2022) im Département Ardèche in der Region Auvergne-Rhône-Alpes. Die Bewohner werden Chauzonnais(es) genannt.

## Geographie
Chauzon liegt in den Ausläufern der Cevennen, im äußersten Süden des Départements, am rechten Ufer der Ardèche. Dabei grenzt der Ort unter anderem an die Nachbarkommunen Ruoms und Vinezac. Die nächstgrößte Stadt ist Aubenas in 15 Kilometern nordöstlicher Entfernung. Neben der Ardèche fließt auch die Ligne durch das Gemeindegebiet.

## Geschichte
Die Fläche rund um Chauzon ist seit der Steinzeit von Menschen bewohnt. Auf dem Gemeindegebiet wurden Spuren einer antiken Siedlung gefunden, die auf die Römerzeit zurückgeht. Außerdem zeugen zahlreiche Dolmen aus Kalk und Bronze von einer Besiedlung vor 2000 Jahren. 
1773 wurde Chauzon zur Pfarrei ernannt, was den Ort zu einer der ältesten und wichtigsten Zentren des Katholizismus in der Region machte. Hervorgegangen ist diese Pfarrgemeinde aus dem Gemeindeverband Balazuc. Sie untersteht auch heute noch der Diözese von Viviers.

## Politik
Chauzon gehört dem Gemeindeverband Gorges de l’Ardèche an. Seit März 2008 ist die parteilose Colette Arnaud Bürgermeisterin des Dorfes.

## Bevölkerungsentwicklung
| Jahr                       | 1962 | 1968 | 1975 | 1982 | 1990 | 1999 | 2018 |
| -------------------------- | ---- | ---- | ---- | ---- | ---- | ---- | ---- |
| Einwohner                  | 171  | 181  | 168  | 210  | 224  | 255  | 401  |
| Quellen: Cassini und INSEE |      |      |      |      |      |      |      |

## Sehenswürdigkeiten
Chauzon ist ein Dorf mit Häusern, die allesamt aus dem für diese Region typischen Kalkstein gebaut wurden. Er stammt aus den Steinbrüchen von Ruoms und wurde anschließend nach Chauzon transportiert. Die Häuser der Gemeinde sind daher so dicht aneinander gebaut worden, dass dazwischen nur enge Gassen eine schwierige Durchquerung der Gemeinde ermöglichen. Des Weiteren beherbergt der Ort eine Kirche im neogotischen Stil.
Viele Touristen bereisen die Gemeinde auch aufgrund ihrer Nähe zu den berühmten Schluchten der Ardèche, die ein wenig flussaufwärts besichtigt werden können. Außerdem liegen viele begehbare Höhlen auf dem Gemeindegebiet. Daneben befinden sich die bei eingeweihten Kletterern beliebten Felsklippen auf dem Cirque de gens. Weitere Sehenswürdigkeiten sind die Mäander der Ligne sowie die Engpässe in Richtung Ruoms.